# Japanischer Wandschirm

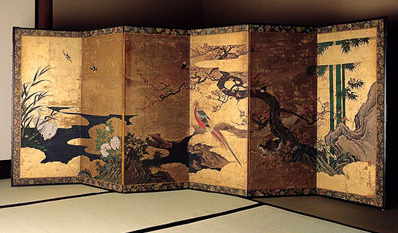
Ein Byōbu mit 6 Paneelen aus dem 17. Jahrhundert

Japanische Wandschirme (jap. 屏風 [bʲo̞ːbɯ̟ᵝ], byōbu, dt. etwa „Windschirm“, „Windstellwand“) sind japanische Faltschirme, die aus mehreren miteinander verbundenen Paneelen bestehen. Oft sind sie mit dekorativen Mustern, Malereien oder Kalligraphie geschmückt und werden unter anderem zum Unterteilen von Räumen und zum Abgrenzen privater Räume benutzt.

## Geschichte

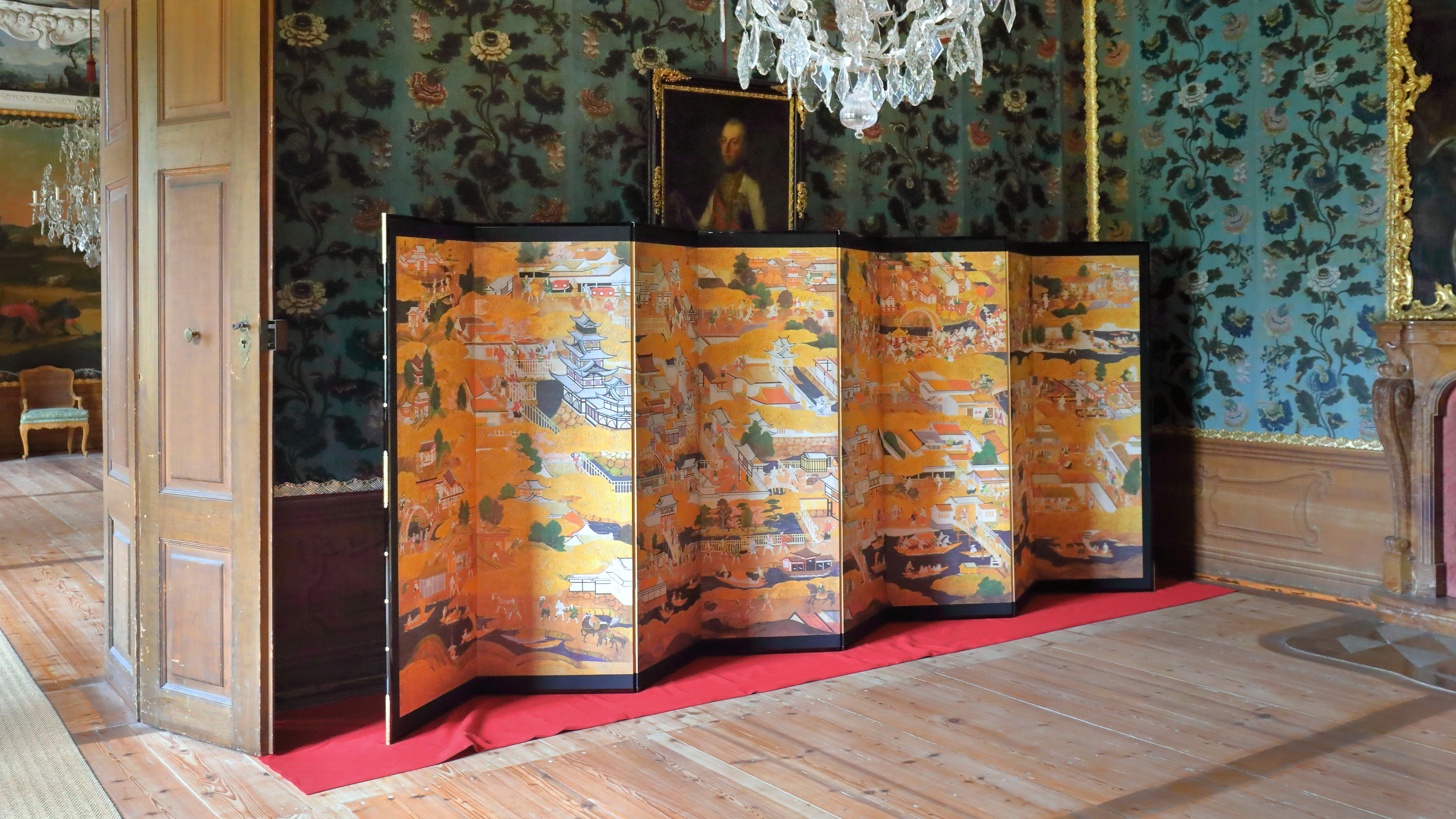
Byōbu mit 8 Paneelen mit einer Darstellung von Osaka um 1615 im Schloss Eggenberg in Graz

Wie viele japanische Künste und Handwerke haben die Faltschirme ihren Ursprung in China. Dort wurden Exemplare bis zurück in die Zeit der Han-Dynastie gefunden. Der Begriff bedeutete bildlich Schutz vor Wind, was den Schluss zulässt, dass der ursprüngliche Zweck der Byōbu war, den Wind daran zu hindern in die Räume hineinzublasen. Byobu wurden im 8. Jahrhundert in Japan eingeführt, als japanische Handwerker begannen, Wandschirme anzufertigen, damals noch stark von den chinesischen Vorbildern geprägt. Mit der Zeit entwickelten sich die Wände in Struktur und Design, Technik und verwendeten Materialien weiter:
- Nara-Zeit (646–794): Die ursprüngliche Form der Byōbu war ein einzelnes, auf Beinen stehendes Paneel. Im 8. Jahrhundert kamen Wände aus mehreren Paneelen in Gebrauch und wurden als Möbel am kaiserlichen Hof, hauptsächlich bei wichtigen Zeremonien verwendet. Byobu aus sechs Paneelen waren in der Nara-Zeit die üblichsten. Sie waren mit Seide überzogen und mit Leder oder Seidenschnüren verbunden. Die Malerei auf jedem Paneel war mit Seidenbrokat eingerahmt und das Paneel mit einem Holzrahmen eingefasst.
- Heian-Zeit (794–1185): Im 9. Jahrhundert waren Byōbu unverzichtbarer Bestandteil in den Residenzen der Daimyō in Buddhistischen Tempeln und Shintō-Schreinen. Zenigata (銭形), münzenförmige Metallscharniere, wurden damals eingeführt und ersetzten weitgehend die Seidenschnüre zum Verbinden der Paneele.
- Muromachi-Zeit (1392–1568): Faltschirme gewannen an Beliebtheit und waren in vielen Residenzen, Dōjōs und Läden zu finden. Schirme aus zwei Paneelen waren beliebt, und Scharniere aus überlappendem Papier ersetzten die Zenigata, wodurch sie leichter zu transportieren und zusammenzufalten waren und eine stabilere Verbindung hatten. Diese Technik erlaubte es auch, die bildlichen Darstellungen ohne vertikale Unterbrechungen durch die Rahmen der Paneele über die gesamte Fläche auszudehnen. Dies veranlasste Künstler, prächtige, oft einfarbige Szenen über Naturthemen und berühmte japanische Örtlichkeiten zu malen.
- Azuchi-Momoyama-Zeit (1568–1600) und frühe Edo-Zeit (1600–1868): Byōbu gewannen weiter an Beliebtheit, da sich das Verständnis der Bevölkerung für Kunst und Handwerk in dieser Zeit signifikant entwickelte. Byōbu schmückten die Residenzen der Samurai als Zeichen hohen Ranges und Demonstration von Reichtum und Macht. Das führte zu radikalen Änderungen der Herstellung, so zu Hintergründen aus Blattgold (金箔, kimpaku) und farbreichen Darstellungen der Natur und von Szenen des täglichen Lebens. Die japanische Tenshō-Gesandtschaft machte 1585 Papst Gregor XIII. einen solchen Stellschirm zum Geschenk.
- Heute: Es werden immer noch handgefertigte Wände von Familien hergestellt, die die handwerklichen Traditionen wahren. Auch die künstlerische Tradition der Bemalung (Byōbu-e) wird fortgesetzt.[Anm. 1] Und auf festlichen Veranstaltungen in den großen Sälen der Hotels ist ein Byōbu mit Goldgrund hinter dem Redner immer noch unverzichtbar,

Während der Epoche des Namban-Handels kamen die Faltschirme und der Begriff byōbu nach Portugal und dann Spanien, wo diese „Spanischen Wände“ noch heute mit dem Lehnwort biombo bezeichnet werden.

## Zeitgenössische Byōbu-Künstler

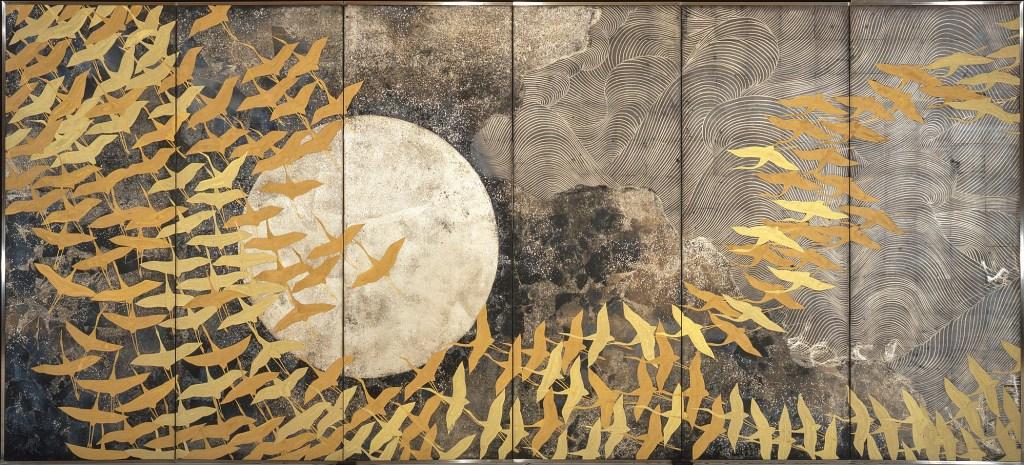
Matazō Kayama, Tausend Kraniche links

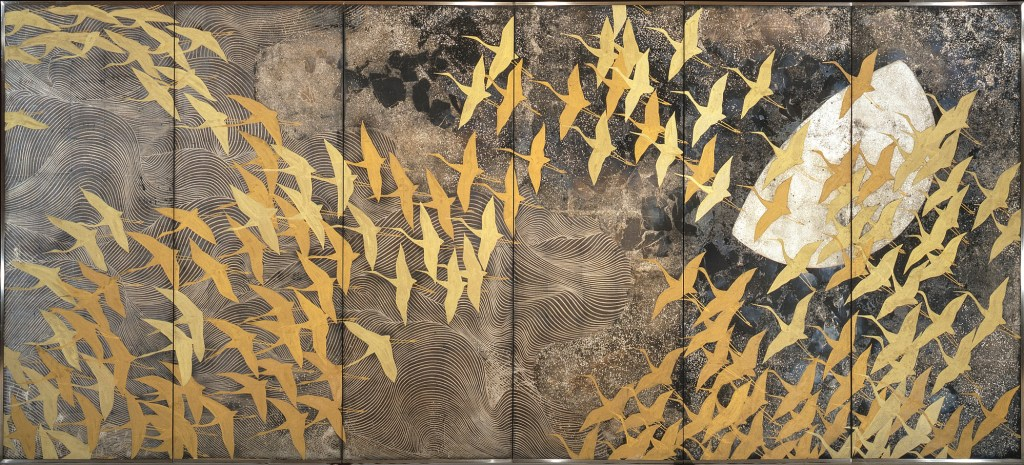
Matazō Kayama, Tausend Kraniche rechts

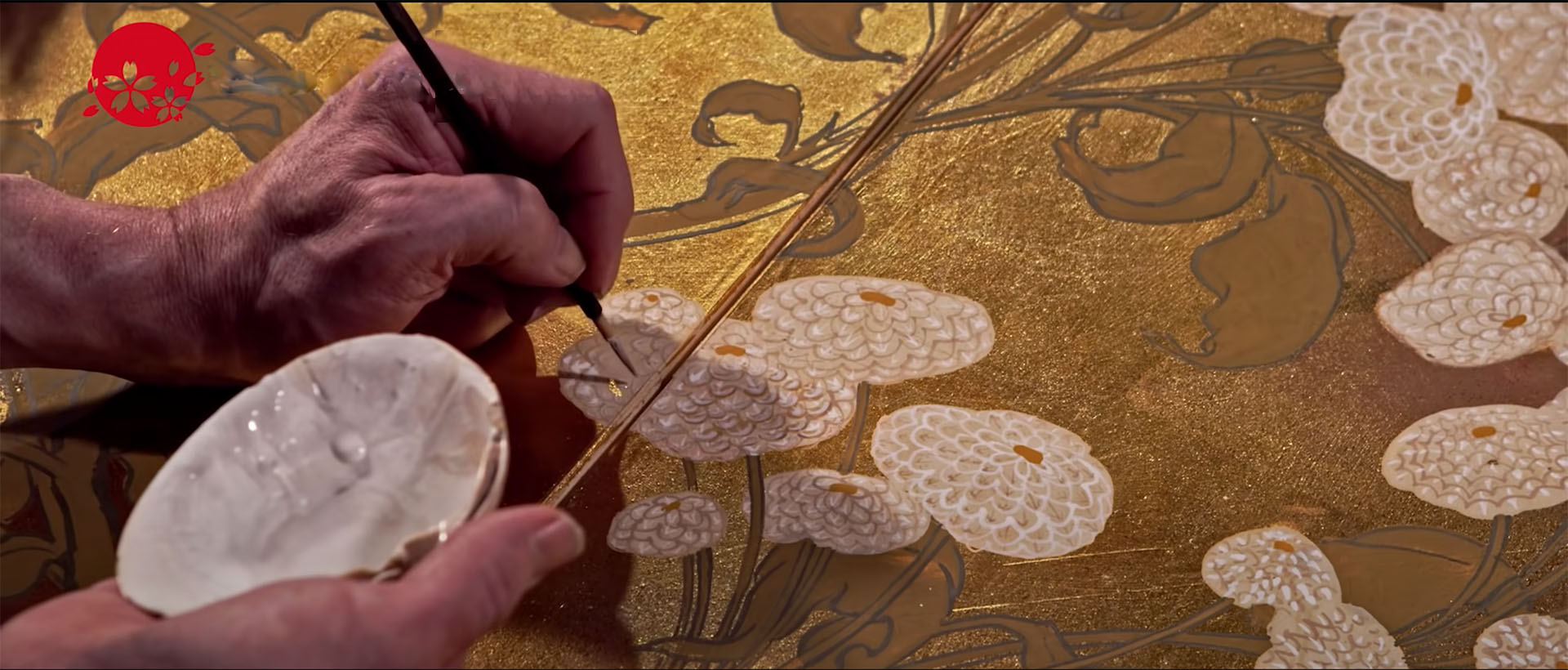
Der Maler Allan West beim Malen

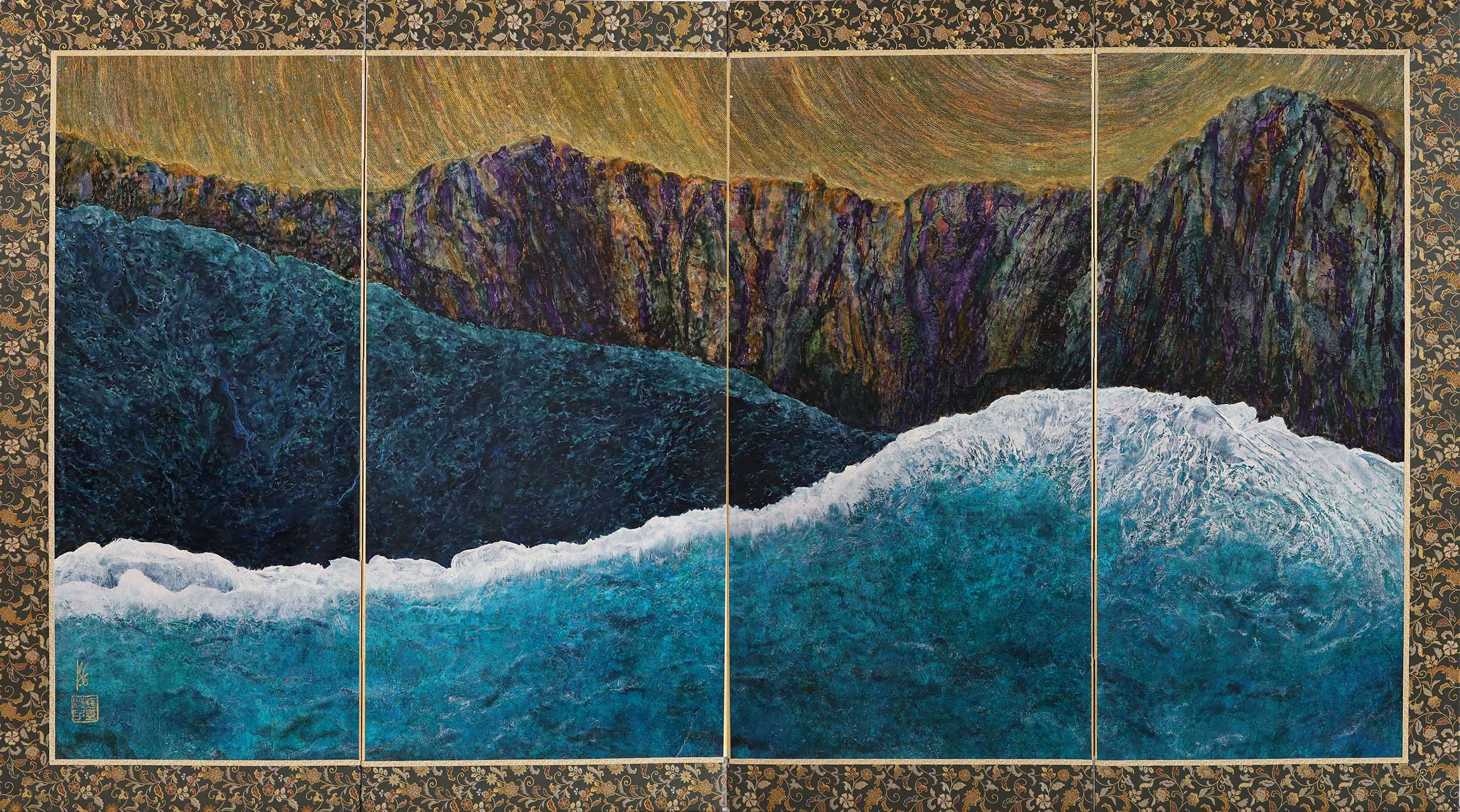
Benjamin Gordon, When We Meet Again, Byōbu aus 4 Paneelen

Der größte Nihonga-Maler in der zweiten Hälfte des 20. Jahrhunderts war Matazō Kayama (加山 又造) 1927–2004. Im Laufe von dreißig Jahren malte er fast 100 Byōbu, von denen sich einige im Nationalmuseum für moderne Kunst Tokio, befinden.

„[Nach dem Krieg] wurden die Überlieferungen der Nihonga verurteilt, und jeder Aspekt der traditionellen japanischen Kunst wurde auf ernsthafte Weise negiert. Der westliche Realismus, der Modernismus und die freie Abstraktion hatten in Japan eine Anhängerschaft gefunden, und die freie Abstraktion erreichte den Höhepunkt ihrer Popularität... In dieser Zeit, als ich noch jung war, begann ich – gewissermaßen einfach – an die geheimen, aber leuchtenden Möglichkeiten der Nihonga und insbesondere der Leinwandmalerei zu glauben.“

Seit Kayamas Tod malen nur noch sehr wenige Künstler Byōbu. Viele zeitgenössische Künstler spielen weiterhin auf das Byōbu-Format an, indem sie mehrere Tafeln in einer Reihe anordnen und so extrem breite Gemälde schaffen. Im Zeitalter des internationalen Kunsthandels geschieht dies eher aus Gründen der einfachen Transportfähigkeit, denn schließlich werden diese Werke flach an der Wand aufgehängt.
Kentaro Sato 佐藤 健太郎 (geb. 1990) schuf für sein Diplomarbeitsprojekt an der Kunsthochschule Tama mit dem Titel 流転ノ行方 ruten no ikikata (Verklärung der Ströme) ein außergewöhnliches Byōbu mit zwei Faltschirmen (jeder mit sechs Paneelen). Er gab das traditionelle Format zugunsten einzelner Paneele auf, die eher an Fusuma (Schiebeschirme, die als Raumteiler dienen) erinnern. Sowohl er als auch Kiyo Hasegawa (geb. 1984) malen großformatige Werke mit Mineralpigmenten auf Japanpapier, die dann auf vier oder sechs einzelne, nicht mehr als einen Meter breite Paneele aufkaschiert werden.
Allan West (geb. 1962), der von 1989 bis 1992 bei Matazō Kayama an der Kunsthochschule Tokio studierte, malt Schriftrollen, Fächer und Faltschirme:

„Ich habe festgestellt, dass das Byōbu-Format mit seiner dreidimensionalen Oberfläche ideal ist, um die Art von Tiefe zu erzeugen, die ich angestrebt habe. Die Welt innerhalb des Gemäldes scheint sich über die Grenzen der Bildoberfläche hinaus fortzusetzen. Durch die gegliederten und reflektierenden Metalloberflächen scheinen sich die Werke zu verändern, wenn sich der Blickwinkel des Betrachters und das Licht ändern. (Byōbu) sind großformatige Werke, die den Betrachter ins Innere des Gemäldes versetzen. Ein Gemälde, das das Gesichtsfeld des Betrachters ausfüllt. Ein Gemälde, bei dem man eine lebendige Präsenz im Werk spürt.“

West wurde mit der Gestaltung zahlreicher Byōbu beauftragt, die in Hotels, Büros und Konzertsälen in ganz Japan zu finden sind.
Wie Allan West, jedoch in Europa ansässig, ist Benjamin Gordon (geb. 1968) ein amerikanischer Maler, der sich von japanischen Genres angezogen fühlt. Während sein Thema und seine Behandlung den Geist der japanischen Malerei einfangen, malt Gordon im Gegensatz zu den Nihonga-Malern mit Ölfarben und schafft dadurch eine Vielzahl von Schichten aus durchscheinenden Farben. Gordons Byōbu zeichnen sich durch das Fehlen eines schwarzen Außenrahmens aus. Stattdessen verwendet er sowohl für die Vorder- als auch für die Rückseite seiner Byōbu unkonventionelle Stoffe, die dem Thema des Gemäldes eine weitere Ebene des Kommentars oder der Bedeutung hinzufügen.
Benjamin Gordon und Ichiro Kikuta (geb. 1961) sind beide einzigartig unter den Byōbu-Künstlern: Beide Künstler sind sowohl Handwerker als auch Maler (diese Funktionen werden normalerweise von zwei Personen erfüllt: dem Maler und dem Kunsthandwerker), die die Holzrahmen (oder „Skelett“ auf Japanisch: 骸骨) auf traditionelle Weise herstellen. Kikutas Byōbu erkennt man sofort an ihren Motiven, die Vögel und Tiere aus Yambaru (einem Waldgebiet in der Nähe von Kikutas Heimat im Norden der Insel Okinawa) zeigen, und an den Papierrückseiten der Schirme, auf die Holzschnittmuster aus Farnwedeln gedruckt sind.

## Zur Aufstellung der Byōbu

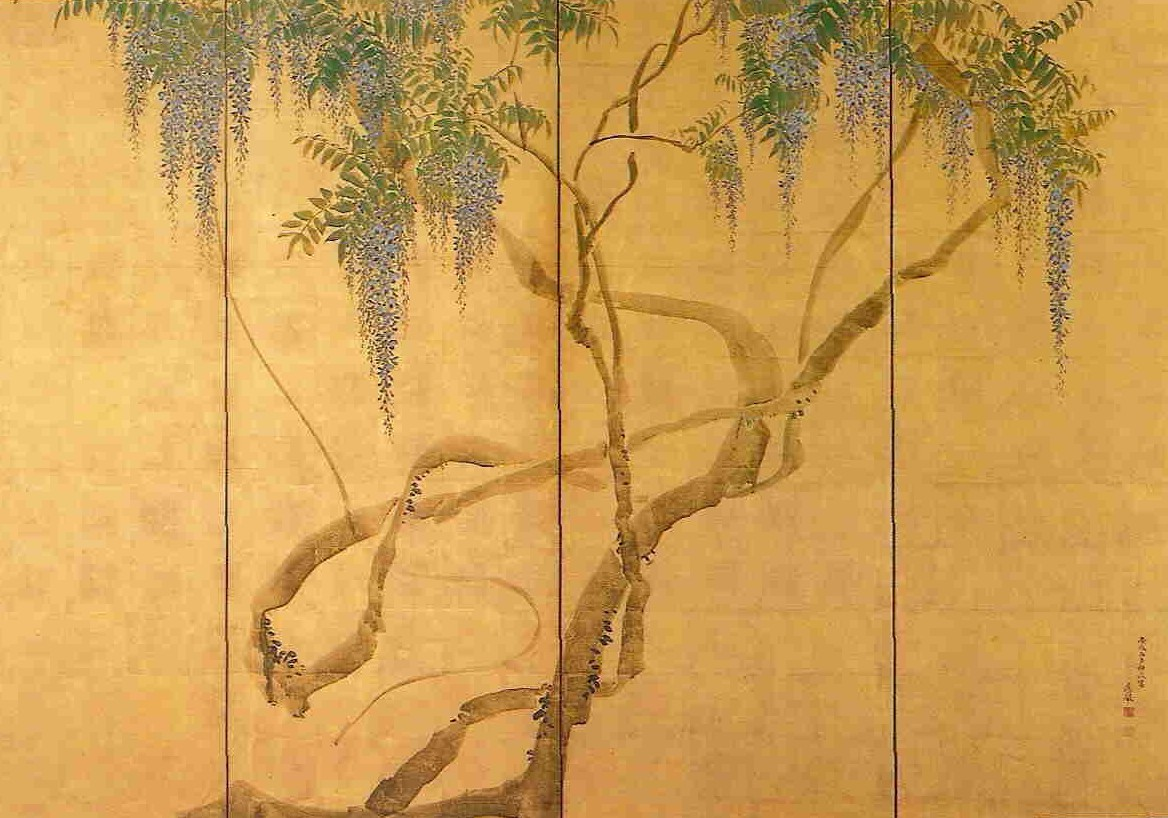
Maruyama Ōkyo: Wandschirm mit Glycinien, (rechter Schirm, Ausschnitt rechts) Nezu-Museum, Tōkyō

Faltbare Byōbu werden in leichter Zickzack-Stellung aufgestellt (was auch praktisch notwendig ist, da sie keine Füße besitzen und deshalb, ganz flach aufgeklappt, umfallen würden). Aus Symmetriegründen gibt es daher nur eine gerade Anzahl von Paneelen. Am häufigsten findet man sechsteilige Byōbu, daneben kommen aber auch zwei- oder achtteilige vor. Sieht man also auf einem Foto 3, wenn auch vollständige, Paneele, dann gibt das Foto nicht den ganzen Byōbu wieder. Die Maße sind nicht ganz einheitlich. Ein sechsteiliger Byōbu ist ca. 3,6 m breit und 1,6 m hoch, ein Paar überspannt somit eine Breite von 7 m und füllt damit den ganzen Blickwinkel aus.
Bei einem Paar gibt es immer einen definitiv rechten und einen definitiv linken Byōbu. Wie japanische Texte in Spalten, so werden Byōbu von rechts nach links „gelesen“. Der rechte, erste, ist gelegentlich auch der künstlerisch bedeutendere. Der linke ist in solchen Fällen quasi das verhaltene Echo auf den ersten. Aber unabhängig von solchen Feinheiten lässt sich (fast) immer entscheiden, welcher der rechte oder der linke ist. Als Regel gilt, dass der künstlerische Schwerpunkt auf dem rechten Schirm eher rechts und auf dem linken Schirm eher links zu finden ist. In der Mitte vor dem Byōbu-Paar sitzt der Ehrengast, den man mit dem Schirmpaar zusammen sehen möchte, aber der auch die schönsten Stellen nicht verdecken soll. Am einfachsten lässt sich die Aufstellung klären, wenn das Paar signiert ist: Die Signatur hat der Künstler jeweils an den Außenrand gesetzt, nicht dorthin, wo die Schirme aneinander stoßen.

## Typen

### Zahl der Paneele
Byōbu kann man nach der Zahl der Paneele klassifizieren:
- Tsuitate (衝立): Schirme aus nur einem Paneel, die einzigen mit Beinen, waren die ursprüngliche Form. Heute findet man sie in Geschäften, an Veranstaltungsorten und in Restaurants.
- Nikyoku byōbu (二曲屏風) oder Nimaiori byōbu (二枚折屏風): Wände aus 2 Paneelen, zuerst in der Mitte der Muromachi-Zeit eingeführt. Sie sind ein wichtiger Teil der Räume für die Japanischen Teezeremonie und werden an der Kante der Matte des Gastgebers zur Abgrenzung von dem Bereich der Gäste aufgestellt. Sie sind oft etwa 60 cm hoch und 85 cm breit. Nikyoku byōbu nennt man im Kontext der Teezeremonie auch furosaki byōbu (風炉先屏風).
- Yonkyoku byōbu (四曲屏風): Wände aus 4 Paneelen. Diese waren in den Korridoren der Kamakura- und Muromachi-Zeit zur Schau gestellt. Später wurden sie bei Seppuku-Zeremonien und in den Warteräumen der Teehäuser der späten Edo-Zeit verwendet.
- Rokkyoku byōbu (六曲屏風): oder rokumaiori byōbu 六枚折屏風, Wände aus 6 Paneelen, das beliebteste Format mit Abmessungen von etwa 1,5 m Höhen und 3,7 m Breite.

- Jūkyoku byōbu (十曲屏風): Wände aus 10 Paneelen, ein relativ modernes Format, das als Hintergrund für große Räume, wie Hotelhallen und Versammlungsräume, verwendet wird.

### Verwendung und Themen
Byōbu können auch nach ihrer Verwendung oder ihren Themen klassifiziert werden:
- Ga no byōbu (賀の屏風, wörtlich: Langlebigkeits-Schirme) sollen seit der Heian-Zeit durch auf sie geschriebene Waka-Gedichte die Langlebigkeit feiern. Sie sind oft mit Malereien von Vögeln und Blumen der 4 Jahreszeiten dekoriert.
- Shiro-e byōbu (白絵屏風, auch shirae byōbu) sind mit Tinte oder Glimmer auf weißer Seidenoberfläche bemalte Schirme, die in der Edo-Zeit oft für Hochzeitszeremonien und speziell in Räumen, in denen Babys geboren wurden, Verwendung fanden und daher auch ubuya byōbu (産所屏風, Geburtsplatz-Schirm) genannt wurden. Sie stellen Kraniche, Schildkröten mit Kiefern und Bambus und den glückverheißenden Fenghuang dar.
- Makura byōbu (枕屏風, wörtlich: Kissen-Schirm): 50 cm hoch, oft aus 2 oder vier Paneelen, oft in Schlafzimmern als Ablage für Kleider oder andere Dinge verwendet, sowie um eine gewisse Privatsphäre zu schaffen.
- Koshi byōbu (腰屏風) sind etwas höher als die makura byōbu, sie wurden in der kriegerischen Sengoku-Zeit hinter dem Gastgeber aufgestellt, um den Gästen zu versichern, dass sich niemand hinter dem Schirm versteckt.